# Joker: Folie à Deux
Joker: Folie à Deux ist eine US-amerikanische Comicverfilmung von Todd Phillips aus dem Jahr 2024. Es handelt sich um die Fortsetzung von Phillips vorheriger Regiearbeit Joker (2019). Das Drehbuch verfasste er gemeinsam mit Scott Silver. Die Hauptrolle des Jokers übernahm erneut Joaquin Phoenix, zudem ist Lady Gaga als Harley Quinn zu sehen. Der Film wurde von DC Films produziert und wird von Warner Bros. Pictures vertrieben. Die Premiere von Joker: Folie à Deux erfolgte am 4. September 2024 bei den 81. Internationalen Filmfestspielen von Venedig, wo das Werk in den Hauptwettbewerb eingeladen wurde.
Aufgrund der schlechten Einspielergebnisse von nur rund 40 Millionen Dollar in der ersten Woche, bei Produktionskosten von 200 Millionen Dollar, gilt der Film als finanzieller Flop.

## Handlung
Nach den Verbrechen, die er als Joker begangen hat, wurde Arthur Fleck in die Psychiatrische Anstalt von Arkham eingewiesen. Von Jackie und den anderen Wärtern wird er eher herablassend behandelt; wenn er ihnen einen Witz erzählt, bekommt er zur Belohnung eine Zigarette. Die Mithäftlinge sind freundlich zu ihm; vor allem der junge Ricky sucht seine Nähe.
Als Arthur zufällig am Raum der Gesangsgruppe vorbeikommt, sieht er zum ersten Mal eine Mitgefangene, die ihn mit einer Kopfschuss-Geste auf sich aufmerksam macht. Da der Wärter Jackie Arthur als harmlos ansieht, ermöglicht er ihm die Teilnahme an den Gesangsstunden. Dort stellt sich ihm die Mitgefangene als Lee vor. Die beiden verlieben sich ineinander. Nebenbei entdeckt Arthur seine Liebe zur Musik. Von nun an gehen immer wieder Szenen in Tanz und Musik über, wobei für den Zuschauer nicht immer klar zu unterscheiden ist, ob diese in der Realitätsebene stattfinden oder eine andere Ebene zum Ausdruck bringen.
Arthurs Anwältin versucht ihn und die Öffentlichkeit zu überzeugen, dass er unter einer gespaltenen Persönlichkeit leide, evoziert durch die Missbrauchserfahrung als Kind. Die Morde habe nicht „Arthur“ sondern „Joker“ begangen. Sie ermöglicht ihm ein TV-Interview, bei dem er seine „eigentliche“, die verletzliche und gute Seite zeigen soll. Wegen der aggressiven Befragung (Steve Coogan) endet das Interview beinahe in einem Desaster; ein (teilweise phantasiertes?) Musikstück scheint anzudeuten, wie Arthur sich wieder fängt. Auch Lee, die das Gefängnis verlassen konnte, sucht die TV-Öffentlichkeit und berichtet über ihre Liebe zu Arthur/Joker.
Ebenfalls im Fernsehen verkündet Staatsanwalt Dent, dass er die Todesstrafe für Arthur fordern werde, da dieser vollumfänglich für seine Taten verantwortlich sei. Mehr als zwei Jahre nach den Morden von Arthur beginnt gegen ihn dann der aufsehenerregende Prozess in Gotham City, der live im TV übertragen wird. Arthur kann zu Beginn der Verhandlung kaum folgen, bis endlich auch Lee im Publikum ist. Sie ist auch an den folgenden Verhandlungstagen da und überredet die Wärter, sie auch zwischendurch mit Arthur reden zu lassen.
Bei einer der Gerichtsverhandlungen feuert Arthur seine Anwältin und verlangt sich selbst zu verteidigen; die Anwältin hatte ihm gesagt, dass die Lebensgeschichte von Lee gelogen sei. Sie heiße mit echtem Namen Harleen Quinzel und habe sich freiwillig in die Anstalt ein- und auch wieder ausweisen lassen, um an Arthur als den Joker heranzukommen. Auch sei ihr Vater, entgegen Lees eigener Erzählung, nicht tot, sondern arbeite als Arzt. Die Anwältin warnt Arthur, Lee manipuliere ihn. Den wohl spontanen Entschluss, seiner Anwältin zu kündigen, fällt Arthur dann, als sie eine Zeugin so befragt, dass deutlich werden sollte, dass Arthur und der Joker zwei voneinander gespaltene Persönlichkeiten seien. Arthur leidet sichtlich unter der Zeugenaussage.
Als sein eigener Anwalt tritt Arthur nun im Joker-Anzug geschminkt auf und inszeniert sich vor Jury und Publikum, sodass er den verhandlungsführenden Richter immer wieder zu Ermahnungen provoziert. Das Publikum im Saal und auf der Straße jedoch jubelt dem „Joker“ zu. Er tritt souverän auf und verspottet sogar seinen Wärter Jackie, was dieser zusammen mit den Strafgefangenen im Speisesaal der Haftanstalt im TV mitbekommt. Bei seinem Schlussplädoyer beginnt Arthur zwar mit einer großen Show-Geste, erklärt dann aber mit stiller, in sich gekehrter Stimme, dass es keinen Joker gebe und er nur Arthur Fleck sei. Lee/Harley und einige Joker-Anhänger verlassen enttäuscht den Gerichtssaal.
Während die Entscheidung der Jury mitgeteilt wird (man bekommt nur mit, dass er in den ersten Anklagepunkten ausnahmslos als schuldig erkannt wurde), zerstört eine Autobombe die Außenwand des Gerichtssaals. Arthur gelingt angeschlagen die Flucht und er wird von zwei „Joker“-Anhängern in einem Auto mitgenommen.
Arthur flieht und gelangt zu der Treppe, welche er in Teil 1 des Films immer wieder auf und ab ging oder tanzte. Dort trifft er auf Harley, die ihm in einem Lied gesteht, dass sie sich in „Joker“ und nicht in „Arthur“ verliebt habe. Arthur fleht sie an, nicht weiterhin zu singen, sondern zu ihm zu sprechen. Harley geht weg und lässt Arthur gebrochen zurück; Polizeiwagen fahren vor und Arthur wird verhaftet.
Zurück in Arkham wird Arthur in den Gemeinschaftsraum der Häftlinge geführt. Die Sympathien der Wärter für ihn sind nach der Beleidigung im Gerichtssaal dahin. Auch die Mithäftlinge zeigen sich distanzierter. Arthur wird zum Besucherraum gerufen; auf dem Weg dorthin lässt ihn der begleitende Wärter Jackie allein, als Arthur von dem jungen Mithäftling (C. Storrie) aufgehalten wird. Der erzählt ihm einen „Witz“ mit der Pointe, dass der Clown bekomme was er verdiene, und sticht danach mehrfach mit einem Messer auf ihn ein. Arthur liegt blutend am Boden und hat eine letzte Fantasievorstellung, in welcher eine frühere Szene fortgesetzt wird, in der Harley es war, die ihn auf offener Bühne tödlich verletzt hat. Arthur singt seinen Part zum Ende. Zurück in der Realität des Gefängnisflurs verblutet Arthur und stirbt.
Im Hintergrund kann man erkennen, dass Arthurs Mörder sich mit dem Messer den Mund und die Wangen aufschneidet.

## Produktion

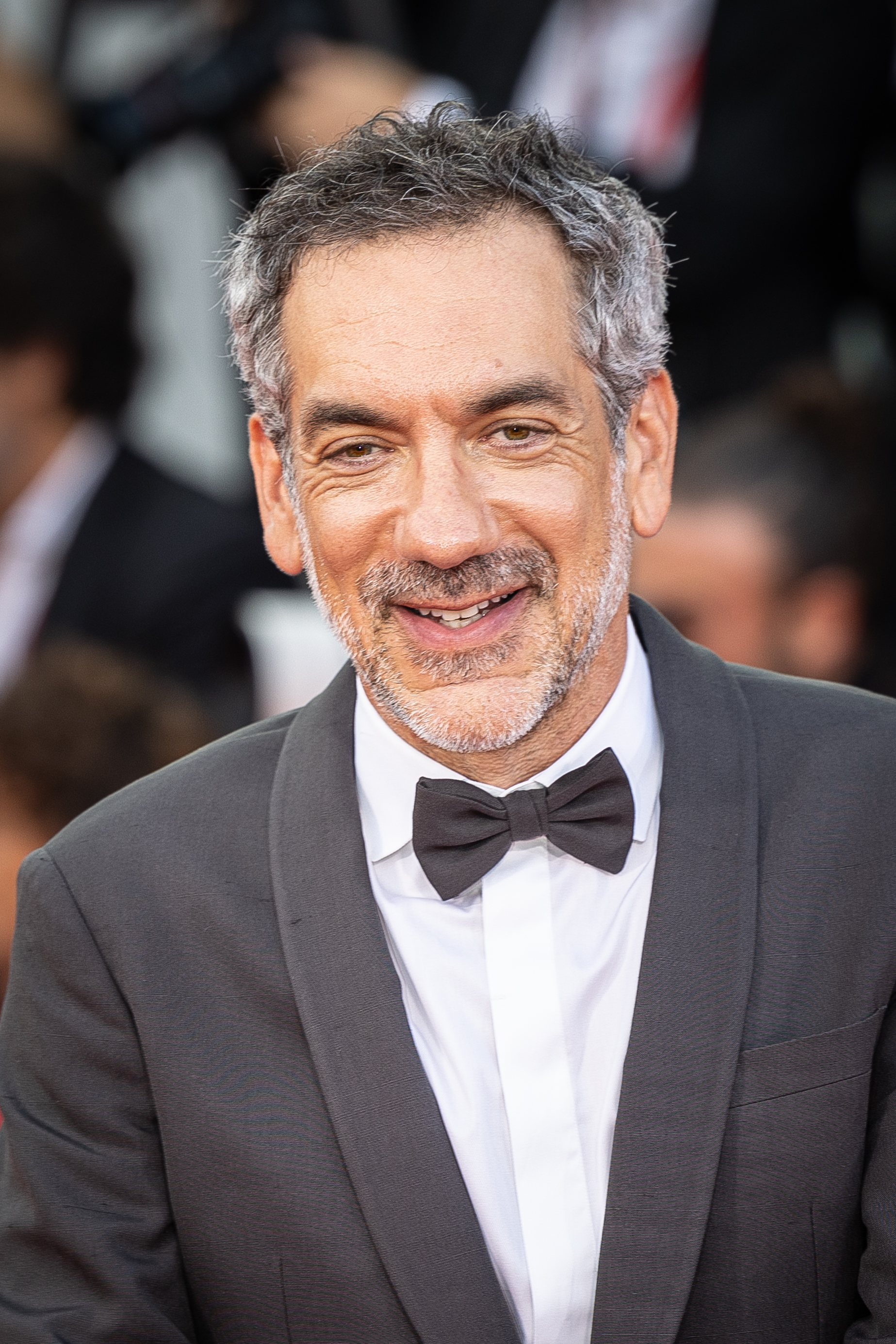
Regisseur Todd Phillips

Im November 2019 wurde bereits bekannt, dass Regisseur Todd Phillips eine mögliche Fortsetzung im Sinn hatte. Im Juni 2022 bestätigte er die Fertigstellung des Drehbuchs, welches er erneut mit Scott Silver schrieb.
Das Produktionsbudget betrug 200 Millionen US-Dollar.
Während im August berichtet wurde, dass neben Joaquin Phoenix auch Zazie Beetz erneut ihre Rolle aus dem Vorgänger übernehmen sollte, wurde parallel sowie im Folgemonat das Mitwirken von Lady Gaga, Brendan Gleeson, Catherine Keener und Jacob Lofland bekannt. Weitere neue Darsteller umfassen Steve Coogan, Ken Leung und Harry Lawtey, während Leigh Gill und Sharon Washington erneut in ihren jeweiligen Rollen aus dem ersten Film zu sehen sind.

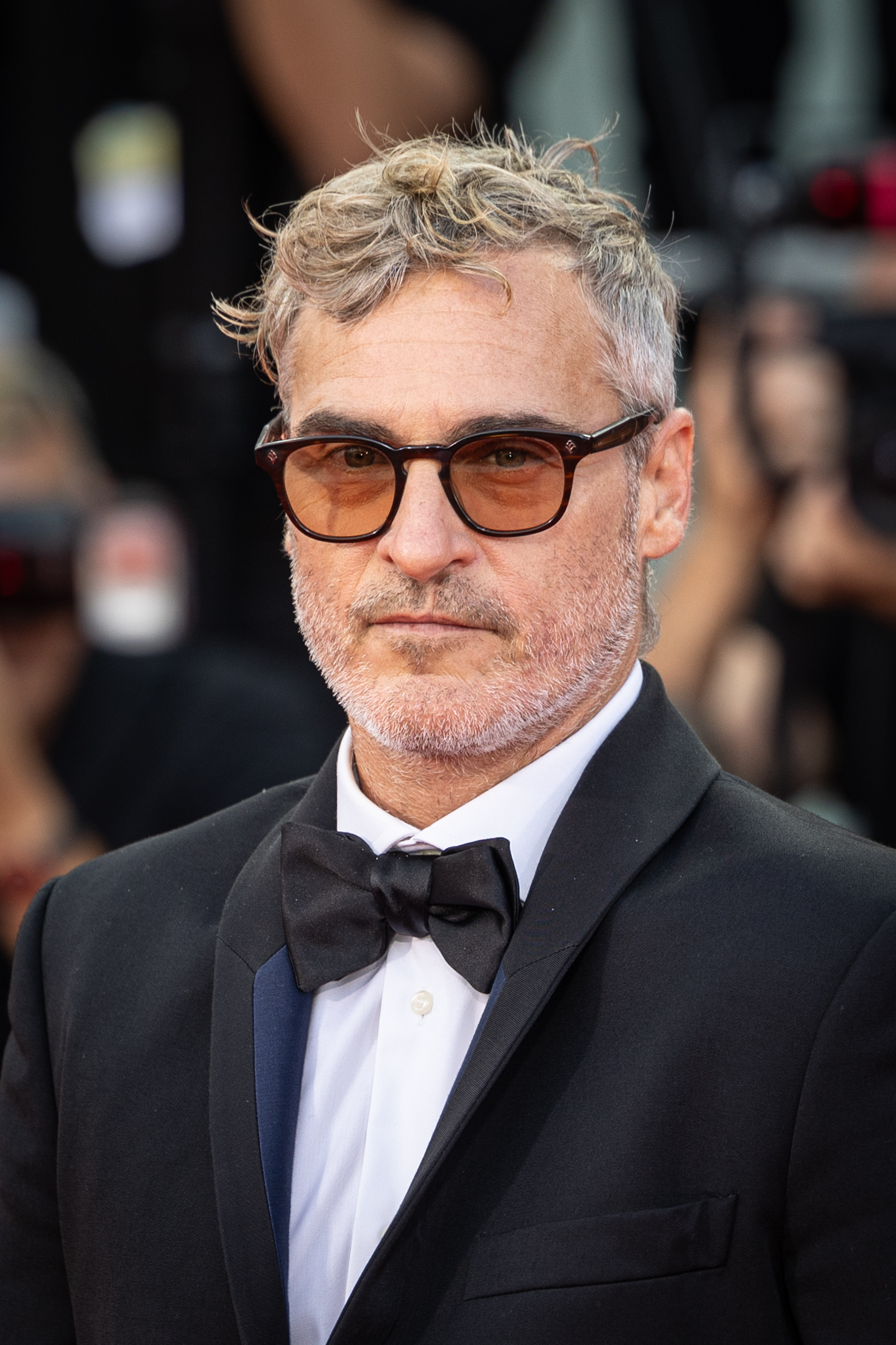
Joaquin Phoenix (2024)
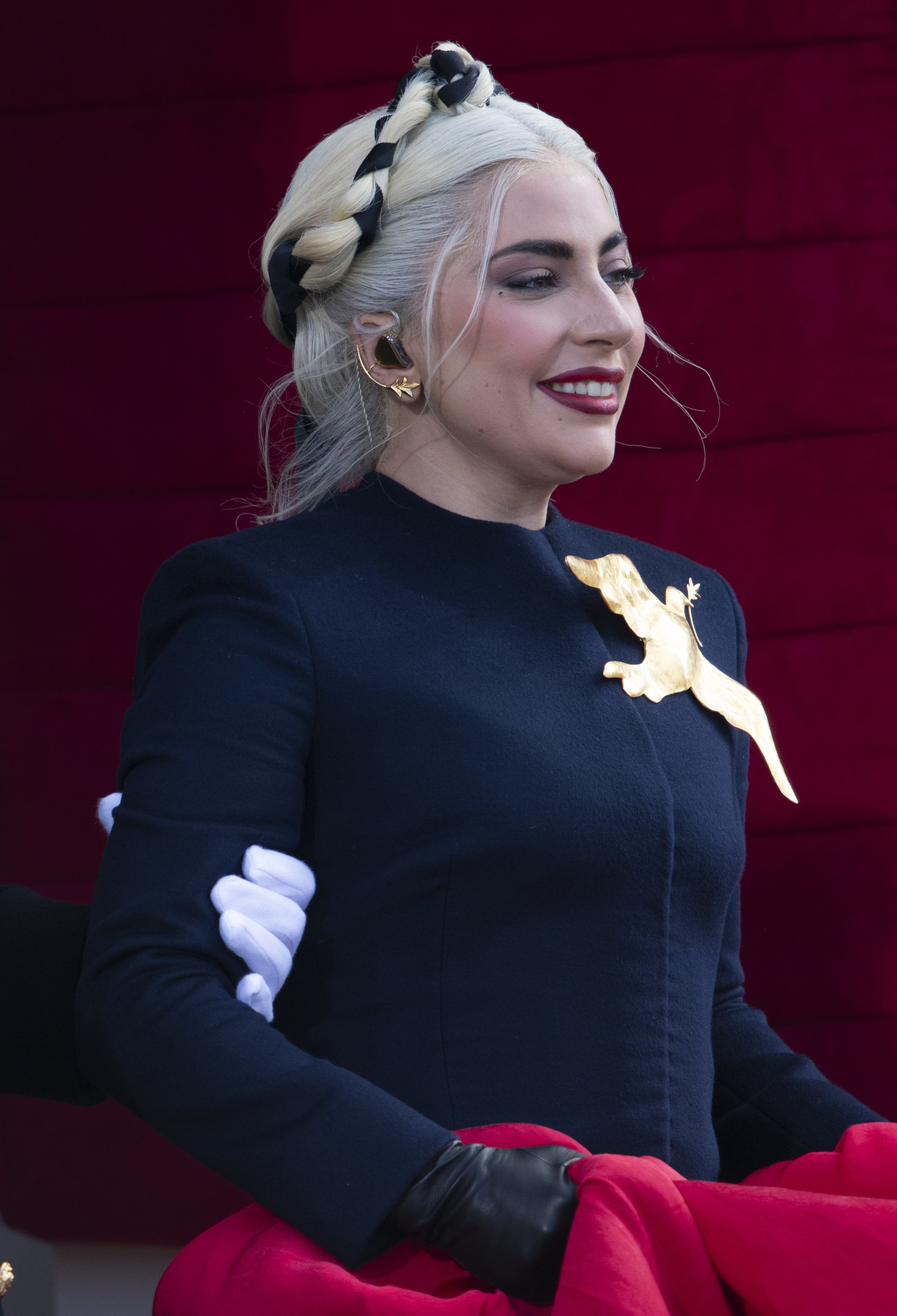
Lady Gaga (2021)
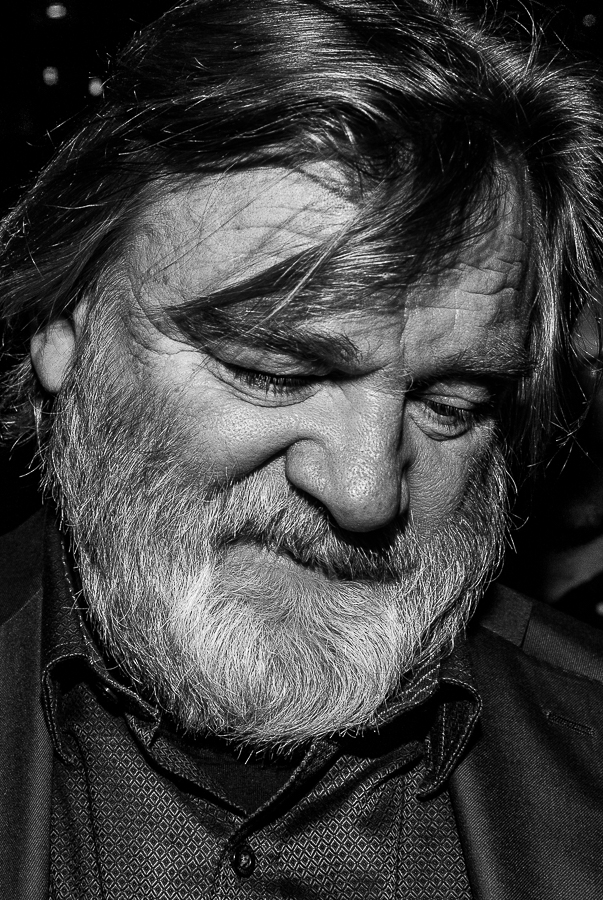
Brendan Gleeson (2014)
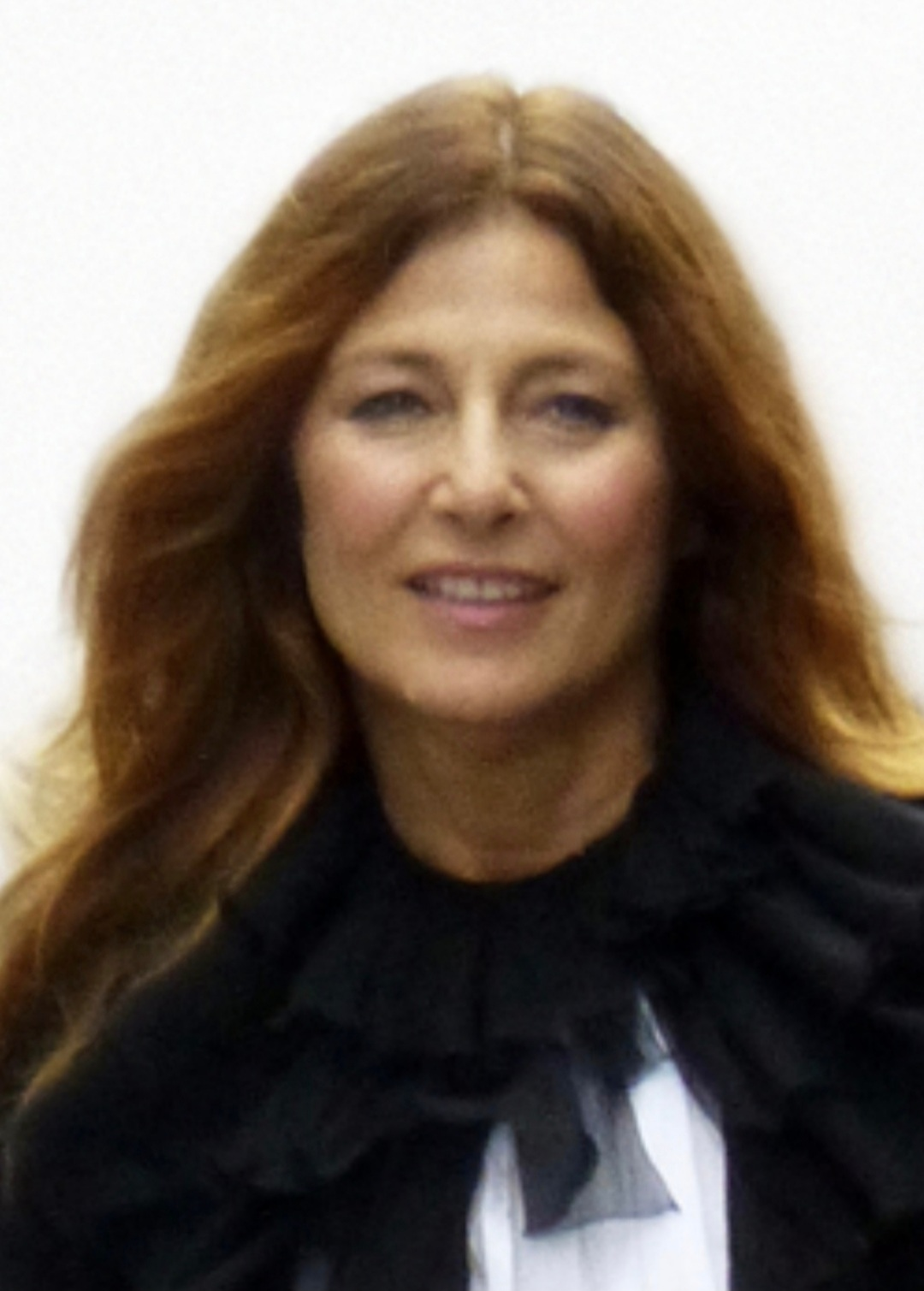
Catherine Keener (2014)
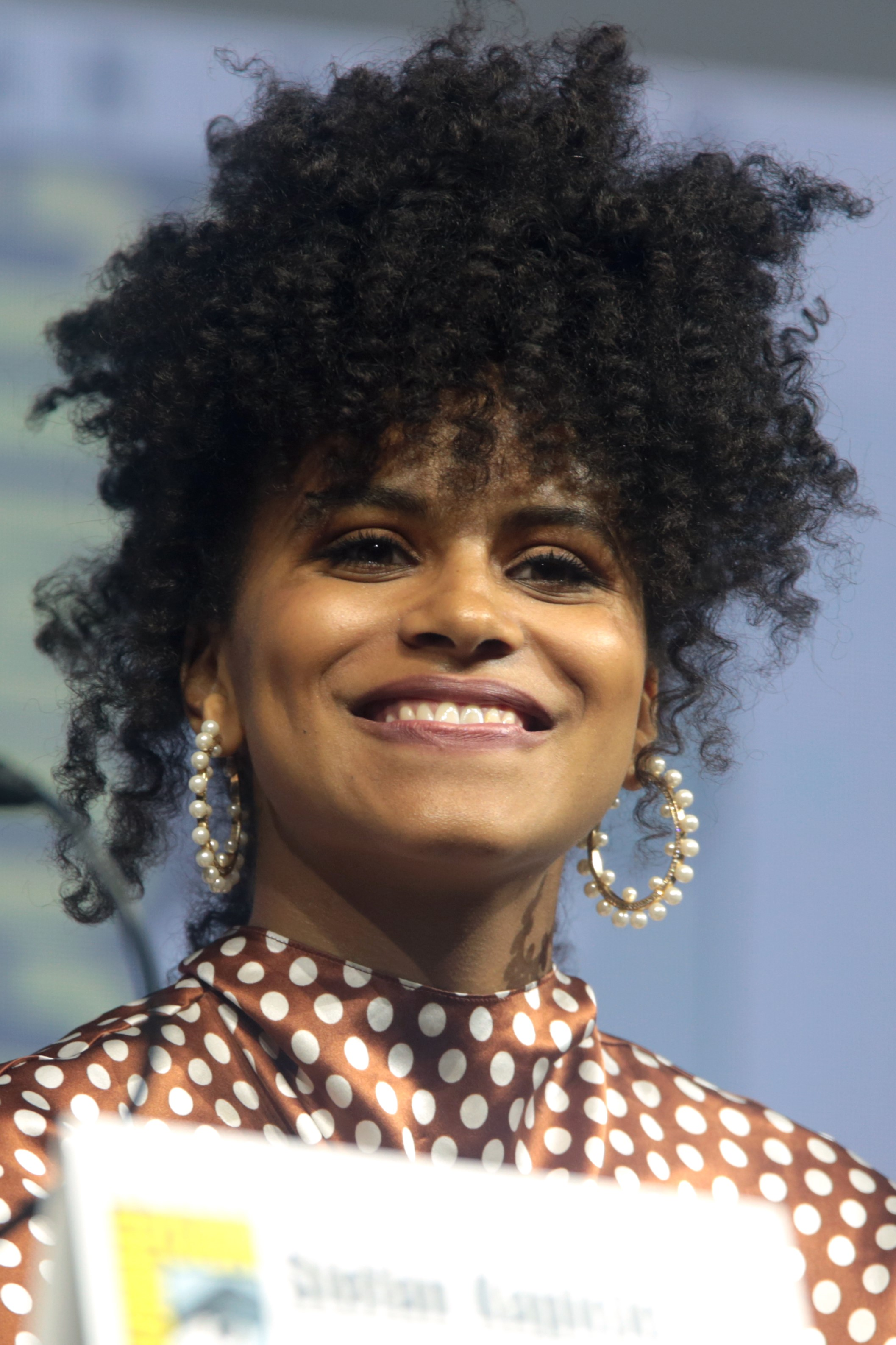
Zazie Beetz (2018)
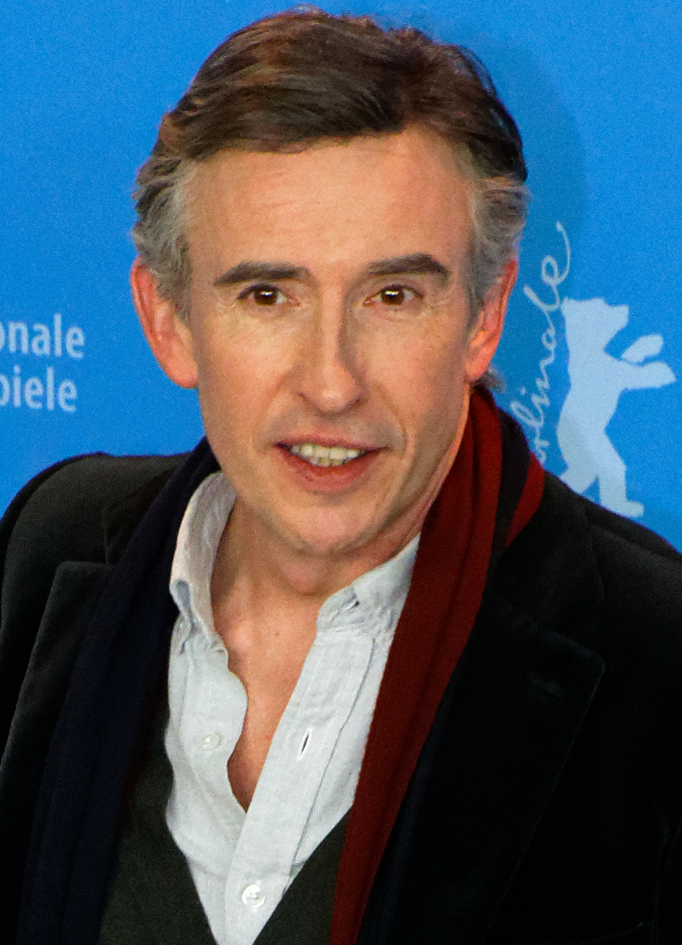
Steve Coogan (2017)
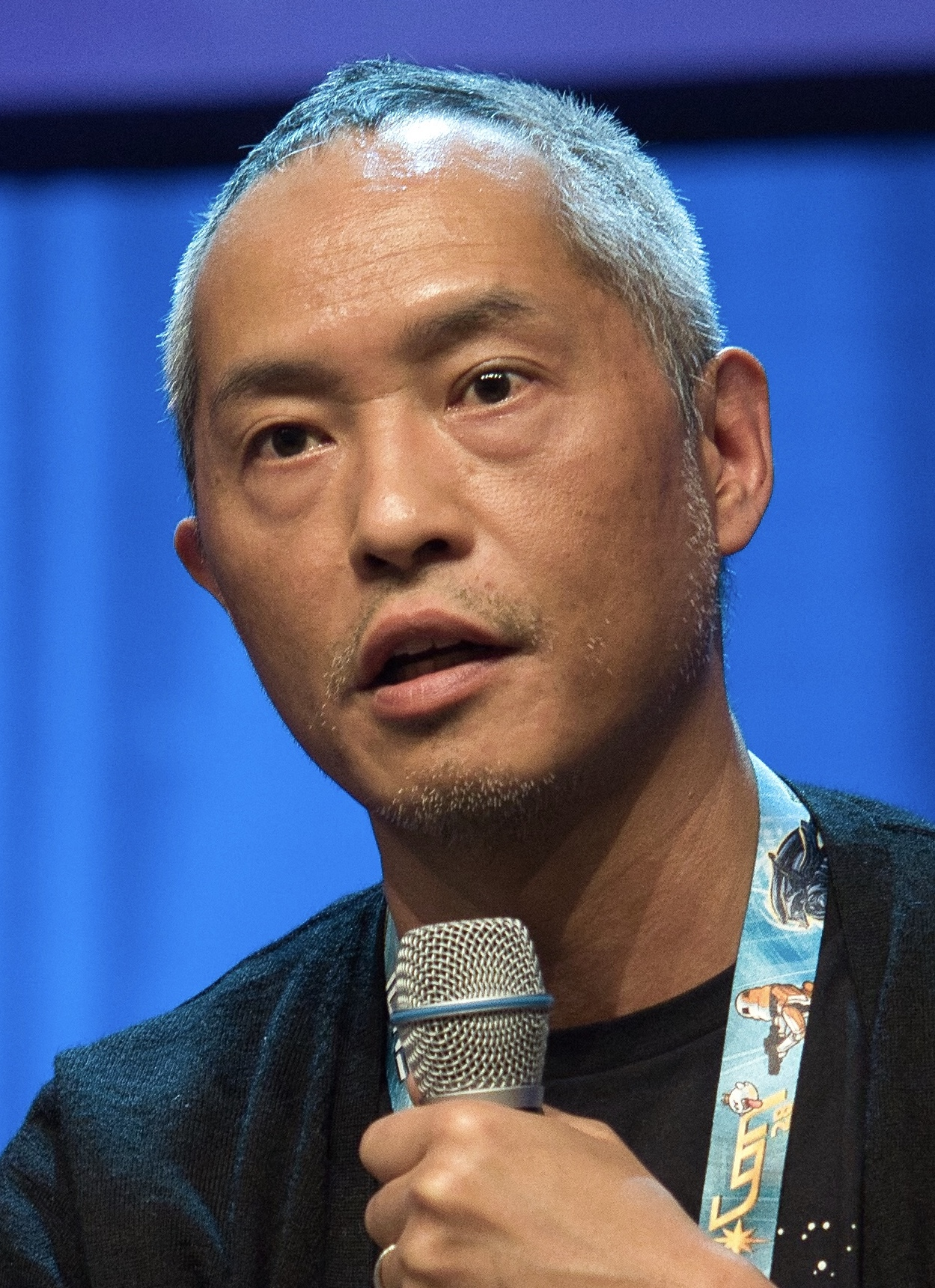
Ken Leung (2019)

Die Dreharbeiten begannen am 10. Dezember 2022 und wurden am 5. April 2023 abgeschlossen. Außendreharbeiten fanden in Los Angeles, in New York City (in der Bronx sowie beim New York County Courthouse in Manhattan) und bei einem verlassenen Krankenhaus in Essex County (New Jersey) statt. Als Kameramann fungierte dabei wie beim Vorgänger Lawrence Sher.
Wie beim Vorgänger komponiert Hildur Guðnadóttir die Filmmusik. Daneben werden mehrere gecoverte Songs genutzt, wobei Gaga ebenfalls ein Album zum Film beisteuerte.
Der Film spielt fast ausschließlich im Gefängnis und im Gerichtssaal.

## Synchronisation
Die deutschsprachige Synchronisation entstand nach einem Dialogbuch und unter der Dialogregie von Tobias Meister im Auftrag der Interopa Film, Berlin.
| Rolle                  | Darsteller        | Synchronsprecher  |
| ---------------------- | ----------------- | ----------------- |
| Arthur Fleck / Joker   | Joaquin Phoenix   | Tobias Kluckert   |
| Harleen „Lee“ Quinzel  | Lady Gaga         | Carolina Vera     |
| Jackie Sullivan        | Brendan Gleeson   | Roland Hemmo      |
| Maryanne Stewart       | Catherine Keener  | Anke Reitzenstein |
| Sophie Dumond          | Zazie Beetz       | Runa Aléon        |
| Harvey Dent            | Harry Lawtey      | Roman Wolko       |
| Gary Puddles           | Leigh Gill        | Rainer Fritzsche  |
| Debra Kane             | Sharon Washington | Almut Zydra       |
| Paddy Meyers           | Steve Coogan      | Oliver Stritzel   |
| Dr. Victor Liu         | Ken Leung         | Gerrit Hamann     |
| Ricky Meline           | Jacob Lofland     | Konrad Bösherz    |
| Richter Herman Rothwax | Bill Smitrovich   | Reinhard Kuhnert  |
| junger Arkham-Häftling | Connor Storrie    | Sebastian Fitzner |

## Rezeption
Joker: Folie à Deux stieß auf ein mehrheitlich negatives Medienecho. Basierend auf der Auswertung von 361 Kritiken weist Rotten Tomatoes eine Bewertung von 31 % aus, bei einer durchschnittlichen Bewertung von 4,9 von 10 möglichen Punkten. Auf Metacritic erreichte der Film basierend auf 62 Kritiken einen Metascore von 45 von 100 möglichen Punkten.
Positiv gestimmt zeigt sich Pete Hammond von Deadline und lobte unter anderem die Arbeit Lawrence Shers, das Szenenbild Mark Friedbergs sowie die Kostüme von Arianna Phillips. Auch William Bibbiani von TheWrap zog ein positives Fazit.
Dietmar Dath betont in einer positiven Besprechung in der Frankfurter Allgemeinen Zeitung die Bedeutung des Scheiterns in dem Film: Phoenix, der so genial nicht singen könne, dass Lady Gaga all ihre Kunst dagegen aufbieten müsse; die Joker-Fans auf, aber auch vor der Leinwand, „wie die von Trump Verhetzten am 6. Januar 2021“, scheitern, weil sie einer gemachten Identität huldigen; vor allem scheitern die im Film erzwungenen Witze: „Verreckte Witze sind normalerweise Niederlagen. Dieser Film ist aber ein Triumph, vor allem aber: ein Musical.“
Negative Stimmen kritisierten mehrheitlich unter anderem eine dünne Handlung und geringen Einsatz der Filmfigur Gagas.
Der epd schrieb: "200 Millionen Dollar soll das Sequel gekostet haben, fast das Vierfache des Vorgängers. Zu sehen ist das auf der Leinwand nicht. […] Ein neunstelliger Betrag für einen dekonstruierten Comic-Mythos, inszeniert als Nummernmusical mit einer Leerstelle als Protagonist im Zentrum. […] Eine künstlerische Bankrotterklärung."
Rolling Stone Germany meinte: "'Joker: Folie à Deux' ist ein Durcheinander an Entmystifizierungsdiagnosen, Kunstgriffen und schlechten Sequel-Setting'. […] Wer sich in Comic-Hommagen der Versuchung einer Fantasy-Darstellung hartnäckig widersetzt, landet im schlimmsten Fall bei unfreiwilliger Komik. Und daran leidet nun auch die Fortsetzung. […] Es gibt wenig langweiligeres, anti-anarchistisches als ein Gerichtsdrama, um die Taten von Kriminellen zu 'verhandeln'. […] War [Joaquis] Christian-Bale-Diät nach „Beau is afraid“ umsonst?".

## Marketing und Veröffentlichung
Ein erster Trailer zum Film wurde am 9. April 2024 veröffentlicht. Die Premiere bei den Festspielen in Venedig war am 4. September 2024, der Kinostart in den USA und den deutschsprachigen Ländern am 4. Oktober 2024.
Nach dem Erfolg von Oppenheimer im analogen Format entschied sich Warner Bros. Pictures, nach Dune: Part Two auch diesen vollständig digital produzierten Film zusätzlich auf analogen Medien zu veröffentlichen. So erhält dieser Film einen Release auf 5/70mm und 15/70mm IMAX, wobei letzterer auch stellenweise das IMAX-typische Seitenverhältnis von 1,43:1 abdecken soll. In Europa wird nur das BFI IMAX in London den Film im 15/70mm IMAX Format zeigen.

## Auszeichnungen
Für Joker: Folie à Deux erhielt Todd Philips 2024 seine zweite Einladung in den Wettbewerb um den Goldenen Löwen, den Hauptpreis des Filmfestivals von Venedig. Fünf Jahre zuvor (2019) hatte er für den ersten Teil Joker die Auszeichnung erhalten.
Im Rahmen des Negativpreises der Goldenen Himbeere 2025 erhielt der Film sieben Nominierungen, daraus folgten zwei „Auszeichnungen“ (Schlechteste Neuverfilmung oder billigster Abklatsch und Schlechteste Filmpaarung).